# Chloridolum
Chloridolum är ett släkte av skalbaggar. Chloridolum ingår i familjen långhorningar.

## Dottertaxa tillChloridolum, i alfabetisk ordning[1]
- Chloridolum addictum
- Chloridolum alcmene
- Chloridolum aureodorsalis
- Chloridolum balfouri
- Chloridolum batchianum
- Chloridolum bivittaticollis
- Chloridolum bivittatum
- Chloridolum borneense
- Chloridolum ceycinum
- Chloridolum chapaense
- Chloridolum cinderellum
- Chloridolum cinnyris
- Chloridolum coeruleipennis
- Chloridolum collare
- Chloridolum collinum
- Chloridolum concinnatum
- Chloridolum cupreoviride
- Chloridolum cyaneonotatum
- Chloridolum cyanipes
- Chloridolum degeneratum
- Chloridolum descarpentriesi
- Chloridolum disconotatum
- Chloridolum distinctum
- Chloridolum diverseplicatum
- Chloridolum dorycum
- Chloridolum ducale
- Chloridolum elegantissimum
- Chloridolum estrellae
- Chloridolum eupodum
- Chloridolum everetti
- Chloridolum factiosum
- Chloridolum goirani
- Chloridolum gracile
- Chloridolum grossepunctatum
- Chloridolum hainanicum
- Chloridolum heyrovskyi
- Chloridolum indentatum
- Chloridolum japonicum
- Chloridolum jeanvoinei
- Chloridolum klaesii
- Chloridolum kurosawae
- Chloridolum kwangtungum
- Chloridolum lameerei
- Chloridolum lameyi
- Chloridolum lanyuanum
- Chloridolum laosense
- Chloridolum laotium
- Chloridolum litopoides
- Chloridolum melanaspis
- Chloridolum multiplicatum
- Chloridolum nagaii
- Chloridolum nigroscutellatum
- Chloridolum nobuoi
- Chloridolum nympha
- Chloridolum obscuripenne
- Chloridolum ohbayashii
- Chloridolum orientale
- Chloridolum palawanensis
- Chloridolum papuanum
- Chloridolum paralleloelongatum
- Chloridolum perlaetum
- Chloridolum plicaticolle
- Chloridolum plicatulum
- Chloridolum plicovelutinum
- Chloridolum praetorium
- Chloridolum promissum
- Chloridolum pulchricolle
- Chloridolum punctulatum
- Chloridolum radiatum
- Chloridolum robusticolle
- Chloridolum rubricorne
- Chloridolum rufescens
- Chloridolum rugatum
- Chloridolum scutellatum
- Chloridolum scytalicum
- Chloridolum semicollinum
- Chloridolum semipunctatum
- Chloridolum shibatai
- Chloridolum sieversi
- Chloridolum splendidulum
- Chloridolum superbum
- Chloridolum taiwanum
- Chloridolum tenuipes
- Chloridolum thailandicum
- Chloridolum thalassinum
- Chloridolum thaliodes
- Chloridolum thomsoni
- Chloridolum thoracicum
- Chloridolum tonguanum
- Chloridolum touzalini
- Chloridolum trogoninum
- Chloridolum variabilis
- Chloridolum vermiculatum
- Chloridolum vicinum
- Chloridolum violaceicolle
- Chloridolum viride
- Chloridolum viridipenne
- Chloridolum vittatum
- Chloridolum vittigerum